# Georgi Michailowitsch Jegorow

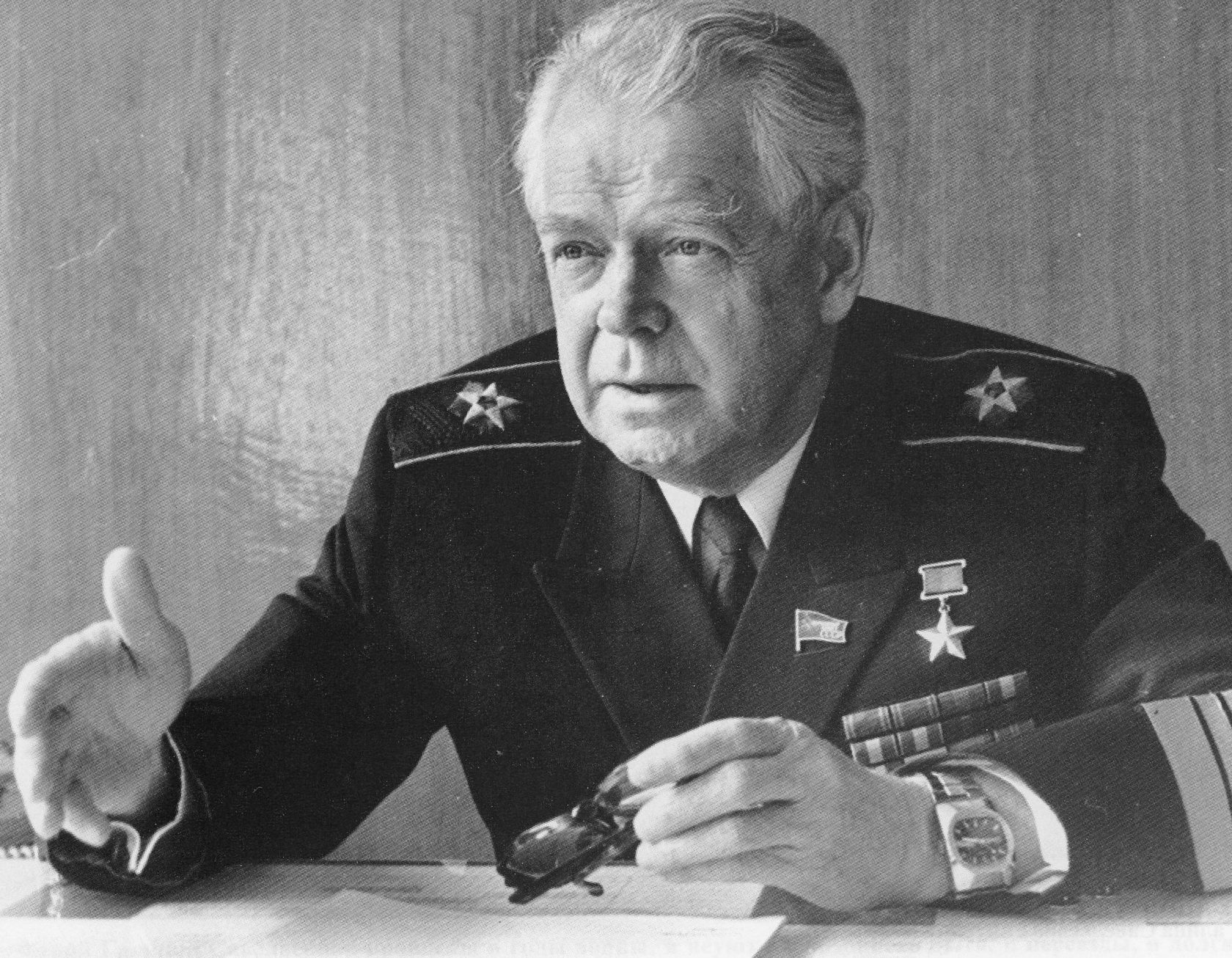
Georgi Michailowitsch Jegorow

Georgi Michailowitsch Jegorow (russisch Гео́ргий Миха́йлович Его́ров; * 30. Oktober 1918 im Dorf Mestonowo, Oblast Petrograd; † 9. Februar 2008 in Moskau) war ein sowjetischer Flottenadmiral, Chef des Hauptstabes sowie Erster Stellvertreter des Oberkommandierenden der Sowjetischen Seekriegsflotte.

## Leben
Jegorow stammt aus einer Bauernfamilie und absolvierte 1936 zwei Ausbildungen zum Feinmechaniker und Optiker in Leningrad. Im selben Jahr trat er in die Sowjetische Marine ein und wurde Offiziersschüler an der Leningrader Offiziershochschule M.W. Frunse, die er 1940 im Rang eines Leutnants abschloss. Daraufhin wurde er in der Baltischen Flotte als Gefechtsabschnittskommandeur für Navigation (GA–1) auf dem U-Boot Schtsch–310 eingesetzt.

### Zweiter Weltkrieg
Den Beginn des Großen Vaterländischen Krieges erlebte Oberleutnant Jegorow auf der Tallinner Reede nach Rückkehr des U-Bootes Schtsch–310 von seiner letzten, vom 12. bis 22. Juni 1941 dauernden Friedensfahrt. Das U-Boot führte zwei Gefechtsfahrten durch. Im Oktober 1942 lief es mit Kurs Kronstadt auf eine Seemine und sank auf den 60 Meter tiefen Grund. Der Besatzung gelang es, die Seetüchtigkeit wiederherzustellen, und Jegorow navigierte das U-Boot sicher in den Heimathafen.
Gegen Ende des Jahres 1942 wurde er Erster Offizier des U-Bootes und im Februar 1943 dessen Kommandant. 
Nach Absolvieren von Kursen in der U-Bootführung wurde ihm am 5. Dezember 1944 das Kommando über das U-Boot der Baltischen Flotte M–90 gegeben. Er lief in dieser Position am 20. Dezember 1944 zur ersten von insgesamt drei folgenden Feindfahrten aus.

### Nachkriegszeit
Nach Ende des Krieges war Jegorow Kommandant der folgenden U-Boote der Baltischen Flotte: 
- M–90
- ab Dezember 1946 des deutschen Beute-U-Bootes S–20
- ab Februar 1947 N–26 (ex U 1231), später umbenannt in B–26
- ab Februar 1950 S–111
- ab Dezember 1950 B–12

Ab Januar 1953 wurde er Kommandeur der 92. U-Bootbrigade der 16. U-Bootdivision der Baltischen Flotte und ab September 1953 Kommandeur der 171. U-Bootbrigade der Pazifikflotte. Von November 1954 bis Dezember 1956 war er Stabschef der 40. U-Bootdivision der Pazifikflotte. 1959 absolvierte er die Seekriegsakademie und wurde ab Oktober 1959 als Kommandeur der 8. U-Bootdivision der Pazifikflotte eingesetzt. Der am 7. Mai 1961 zum Konteradmiral beförderte Jegorow wurde ab August 1961 Kommandeur des 12. Geschwaders der Pazifikflotte. Ab April 1963 war er Stabschef und Erster Stellvertreter des Kommandeurs der Nordflotte.
Nach seiner Beförderung zum Vizeadmiral am 16. Juni 1965 arbeitete Jegorow ab Januar 1967 als Erster Stellvertreter des Oberkommandierenden der Sowjetischen Marine. Der Ernennung zum Admiral am 20. Mai 1971 folgte im Mai 1972 die Übertragung des Kommandos der Nordflotte. In dieser Position wurde er am 5. November 1973 zum Flottenadmiral ernannt. Er übernahm ab Juli 1977 das Kommando über den Hauptstab und wurde Erster Stellvertreter des Oberkommandierenden der Sowjetischen Marine. Auf Beschluss (Nr. 11304) des Präsidiums des Obersten Sowjets der UdSSR vom 27. Oktober 1978 wurde Jegorow der Titel Held der Sowjetunion und der Leninorden verliehen.

### Politische Tätigkeiten
Von November 1981 bis November 1988 war Jegorow Vorsitzender der DOSAAF, einer paramilitärischen sowjetischen Massenorganisation zur Stärkung der Verteidigungsbereitschaft. Er war seit 1942 Mitglied der KPdSU, von 1976 bis 1981 sowie von 1988 bis 1991 Kandidat des ZK der KPdSU. Von 1974 bis 1989 saß er als Abgeordneter im Obersten Sowjet der UdSSR und von 1986 bis 1989 als Mitglied in dessen Präsidium. Ab November 1988 arbeitete er als Militärberater in der Gruppe der Generalinspekteure des Verteidigungsministeriums der UdSSR. 1992 wurde er in den Ruhestand versetzt. 
Er war Mitglied des Büros des Russischen Komitees für Kriegsveteranen und Militärdienstleistende sowie Ehrenpräsident des Russischen U-Bootfahrerklubs.
Jegorow wohnte in Moskau und wurde nach seinem Ableben auf dem Friedhof Trojekurowo beigesetzt.

## Auszeichnungen
- Held der Sowjetunion (27. Oktober 1978)
- Leninorden (1963 und 1978)
- Rotbannerorden (1942, 1953 und 1968)
- Orden des Vaterländischen Krieges 1. Klasse (2× 1945 und 1× 1985)
- Orden des Roten Sterns (1951)
- Orden „Für den Dienst am Vaterland in den Streitkräften der UdSSR“ 3. Klasse (1988)
- Orden der Oktoberrevolution (1974)
- weitere Medaillen der UdSSR und Orden anderer Länder